# Jet Set Willy
Jet Set Willy è un videogioco a piattaforme originariamente sviluppato per ZX Spectrum. È stato pubblicato nel 1984 dalla Software Projects e sviluppato da Matthew Smith poi convertito per la maggior parte degli home computer dell'epoca. Il videogioco è il sequel di Manic Miner (1983), ed è il secondo titolo nella serie di Miner Willy. Fu seguito a sua volta da Jet Set Willy II .

## Trama
Uno stanco Miner Willy deve mettere a posto tutti gli oggetti lasciati in giro per casa sua dopo un selvaggio party. Dopo aver svolto questo compito, la sua governante Maria gli permetterà di avere accesso alla sua stanza per dormire. La casa di Willy è stata costruita con le ricchezze ottenute durante le avventure di Manic Miner, benché molte di essere siano rimaste inesplorate e siano ancora piene di strane creature, probabilmente come risultato degli esperimenti del precedente proprietario. Willy deve quindi esplorare l'enorme villa e le sue dipendenze (compresa una spiaggia e uno yacht) per mettere tutto a posto e potersi concedere quindi il meritato riposo.

## Modalità di gioco
Il gioco è una piattaforma classica, Willy può camminare e saltare e non deve toccare i vari nemici che si muovono a traiettorie fisse sullo schermo. Parti delle piste sono fisse mentre ci sono varie piattaforme mobili da usare, pavimenti che si sgretolano sotto il peso di Willy, scale e corde etc. Arrivati al margine dello schermo si passa a quello successivo. Il gioco è molto basato sulla memorizzazione dei pattern dei movimenti nemici e sul timing corretto delle tue mosse, logica di gioco molto famosa in quel periodo (ricordiamoci altri titoli famosi come Abu Simbel Profanation). I colori sono limitati ed il color clash frequente. La velocità del gioco è costante ed il sonoro è elementare, pochi blip per indicare quando si salta etc.